# دگرگونی (زبان‌شناسی)
یک دگرگونی (به انگلیسی: alternation) در زبان‌شناسی، پدیده‌ای است که در آن یک تکواژ، در تحقق واجی تنوع نشان می‌دهد. هرکدام از تحقق‌های متفاوت یک دگرگون نامیده می‌شود. تنوع می‌تواند توسط محیط واجی، تکواژی، یا/و نحوی که در آن تکواژ خودش را می‌یابد، شرط دهی شود.
دگرگونی به زبان‌شناس کمک می‌کند تا داده‌ای داشته باشد که امکان تعیین واجگونه و تکواژگونه را برای واج‌ها و تکواژهای یک زبان داشته باشد، همچنین امکان ایجاد تحلیل‌هایی برای تعیین توزیع این واجگونه‌ها و تکواژها را داشته باشد.